# Shinya Yabusaki
Shinya Yabusaki (薮崎 真哉 Yabusaki Shinya?, nacido el 1 de junio de 1978 en Chiba) es un exfutbolista japonés. Jugaba de centrocampista y su único club fue el Kashiwa Reysol de Japón.

## Trayectoria

### Clubes
| Club           | País  | Año         |
| -------------- | ----- | ----------- |
| Kashiwa Reysol | Japón | 1997 - 2002 |

## Palmarés

### Títulos nacionales
| Título         | Club           | País  | Año  |
| -------------- | -------------- | ----- | ---- |
| Copa J. League | Kashiwa Reysol | Japón | 1999 |